# Izsó László
Izsó László (Budapest, 1886. július 22. – 1920. január 30.) válogatott labdarúgó, kapus, sporthírlapíró, nemzeti játékvezető. 33 éves korában tüdőbajban hunyt el. Polgári foglalkozása sporthírlapíró. Kabaréjeleneteket és verseket is írt, amellyel műsoros esteken is fellépett.

## Pályafutása
A BTC csapatában 1906. április 1-jén kezdte a labdarúgást, 1907. május 5-én köszönt el társaitól. 1904–1908 között a BTC, majd 1909–1910 között a Törekvés SE kapuját őrizte. 1904-es szezonban a BTC-vel bronzérmesek lettek. A BTC játékosaként 1906–1907 között három alkalommal szerepelt a magyar válogatottban. Az elsők között volt, akik az edzéseket is komolyan vette. Színészcsaládból származott. Művészi hajlama néha a pályán is kiütközött, pózolva védett.
A játékvezetésből 1910-ben Budapesten a Bíró Bizottság előtt (Törekvés) csapat-játékvezetőként vizsgázott. Az MLSZ Bíró Bizottságának minősítésével NB II-es, 1909-től NB I-es játékvezető. A nemzeti játékvezetéstől 1920-ban halálával búcsúzott. Vezetett kupadöntők száma: 1. NB I-es mérkőzéseinek száma: 43.
| Időpont            | Helyszín                     | Mérkőzés típusa            | Mérkőzés                      | Eredmény | Nézők száma |
| ------------------ | ---------------------------- | -------------------------- | ----------------------------- | -------- | ----------- |
| 1909. február 21.  | Amerikai úti pálya, Budapest | első NB I-es mérkőzése     | Ferencvárosi TC–Tipográfia TE | 2 – 1    | Zárt kapus  |
| 1913. június 1.    | Üllői úti Stadion, Budapest  | Magyar labdarúgókupa döntő | Ferencvárosi TC–BAK           | 2 – 1    | 6000        |
| 1913. november 30. | Határ úti pálya, Budapest    | utolsó NB I-es mérkőzése   | UTE–Bp, Törekvés SE           | 4 – 3    | Zárt kapus  |

## Sikerei, díjai
- Magyar bajnokság
  - 3.: 1904

## Statisztika

### Mérkőzései a válogatottban
| Magyarország | Magyarország     | Magyarország               | Magyarország | Magyarország | Magyarország | Magyarország | Magyarország | Magyarország |
| #            | Dátum            | Helyszín                   | Hazai        | Eredmény     | Vendég       | Kiírás       | Gólok        | Esemény      |
| ------------ | ---------------- | -------------------------- | ------------ | ------------ | ------------ | ------------ | ------------ | ------------ |
| 1.           | 1906. április 1. | Budapest, Millenáris-pálya | Magyarország | 1 – 1        | Csehország   | barátságos   | -            |              |
| 2.           | 1907. április 7. | Budapest, Millenáris-pálya | Magyarország | 5 – 2        | Csehország   | barátságos   | -            |              |
| 3.           | 1907. május 5.   | Bécs, Rapid-pálya          | Ausztria     | 3 – 1        | Magyarország | barátságos   | -            |              |
|              | Összesen         |                            |              | 3            | mérkőzés     |              | 0            | gól          |